# Escape from Planet Earth
Escape from Planet Earth (no Brasil: A Fuga do Planeta Terra e em Portugal: Fuga do Planeta Terra) é um filme de animação canadense-americano de 2013, produzido pelo Rainmaker Entertainment e The Weinstein Company e dirigido por Cal Brunker. O filme foi lançado em 15 de fevereiro de 2013. Este foi o primeiro filme da Rainmaker Entertainment lançado nos cinemas.

## Elenco
- Brendan Fraser como Scorch Supernova
- Rob Corddry como Gary Supernova
- Sarah Jessica Parker como Kira Supernova
- Jonathan Morgan Heit como Kipper Supernova
- Jessica Alba como Lena
- Jane Lynch como Io
- Sofía Vergara como Gabby
- William Shatner como Shanker
- George Lopez como Thurman
- Craig Robinson como Doc

## Desenvolvimento
O filme está em desenvolvimento pela The Weinstein Company, pelo menos desde 2007. O filme foi anunciado pela primeira vez em um comunicado oficial da The Weinstein Company, que informou que o filme estava em plena produção e anunciou também parte do elenco.
O diretor do filme é Cal Brunker, que já participou da produção de Despicable Me, Horton e o mundo dos Quem e A Era do Gelo 4. Inicialmente o filme seria lançado nos cinemas norte-americanos em 14 de fevereiro de 2013, mas acabou por ser alterado para 15 de fevereiro de 2013, devido aos conflitos de horários.